# Echyreus
Echyreus (altgriechisch Ἐχυρεύς Echireús) war in der griechischen Mythologie ein König von Sikyon.
Er wurde der Nachfolger des Marathios. Eusebius von Caesarea schreibt ihm 55 Regierungsjahre zu. Sein Nachfolger wurde Korax.